# Carmelo Torres Fregoso
Carmelo Torres Fregoso (La Barca, Jalisco, 1927 — 2003) foi um matador de touros mexicano, industrial, apoderado, jornalista, autor de livros e produtor de televisão.
De acordo com documentos legais nascido em La Barca, Jalisco em 16 de julho de 1927, embora algumas fontes apontam próximos nascido em 1924. Estabeleceu-se em Venezuela de 1952. É nomeado entre muitas publicações na livre "Los Toiros" de José María de Cossio, vols IV, VI e XI, editada pela Editorial Espasa-Calpe, agora faz parte do Grupo Planeta . Tumou a alternativa Barranquilla, Colômbia em 1949 toreando tempo passado Ciudad Nezahualcoyotl, México em 1986, foi considerado em momento em que o matador na mais antiga do mundo activo (provavelmente um recorde mundial com 37 anos de ininterrupta). Irmão do compositor mexicano renomado mexico-americano Teddy Fregoso tio e de cantor famoso grupo de rock americano Nathaniel The Blood Arm. Ele morreu em Caracas, na Venezuela, devido a complicações causadas pela doença de Parkinson, aparentemente causada por uma lesão cerebral causada velho para lutar, em 29 de janeiro de [ano [2003] ].

## Industrial
Fundador de "Persianas Lucy" (1952-1982). Gerente para Levolor Lorentzen em Sudamérica (1969-1982).

## Apoderado e Representante de Toureiros e Pecuárias de Touros de Lida (1962-1982)
De 1960 a 1982, gerido e representado muitas figuras do mundo das touradas, incluindo Luis Miguel Dominguín, Manolo Martínez, Eloy Cavazos, Palomo Linares, Cesar Girón, Ortega Cano, Pepe Cáceres, San Ernesto Román e criadores de gado mexicano representado na Venezuela; Los Martínez , Javier Garfias, San Martin e la Gloria. Para este trabalho e sua amizade com o presidente mexicano José López Portillo e presidentes venezuelano Rafael Caldera, Carlos Andrés Pérez, ele também era conhecido como O Diplomata do Toureio Em 1959, Miguel Aceves Mejía desempenha o papel de um toureiro chamado Carmelo Torres no filme de sucesso mexicano Bala Perdida. Isso mostra sua fama como um gerente de toureiros. Ele também foi um pioneiro no mundo da publicidade ampla para toureiros, em 1966 Carmelo Torres viajou em sua primeira excursão ao redor do mundo carregado com suas espadas e fatos foram interviwed em muitos de seus pára terminando que a viagem na Espanha, que foi o ano do futebol Copa do Mundo na Inglaterra. Durante essa viagem, o slogan da campanha de publicidade na revista "madrilean Dígame" era "Carmelo Torres, uma turnê mundial para lutar na Espanha".

## Jornalismo e Televisão
Torres fundada em 1979 com seu filho Cat Fletcher, Video Museu do sistema, a primeira empresa especializada em gravação de touradas na Venezuela. Eles foram os cinegrafistas oficiais das figuras mais importantes nas touradas da época. Seu negócio mudou seu nome para International Television Studios (México-Miami-Atlanta-Caracas) em 1982 para refletir sua diversificação para outras áreas de radiodifusão.
Ele foi correspondente da tourada televisão venezuelana em 1979 e 1980 e para o mexicano Canal 13 XHDF 1979-1982. Com Felo Gimenez ele co-produziu programas de touradas de Esportes Venevisión. Ele foi produtor executivo do documentário do Esporte na Cidade do México e sua função no desenvolvimento social da população, que ganhou o Prêmio UNESCO em 1982. De 1982 a 1985, ele contribuiu para o programa de Touros e Toureiros XEIPN-TV, canal de televisão uma vez 11 México (1982-1985). Sua última produção foi Toiros no Mundo (2002).

Cronista taurino para o diário "El Universal” (1970-1973) onde escrevia com o seudónimo de Cartof (CARmelo TOrres Fregoso) Co-autor do livro (junto com o Dr. Pepe Cabello) do livro “Redondel de ilusiones” (1974). Autor do livro “Audácia” (1991).

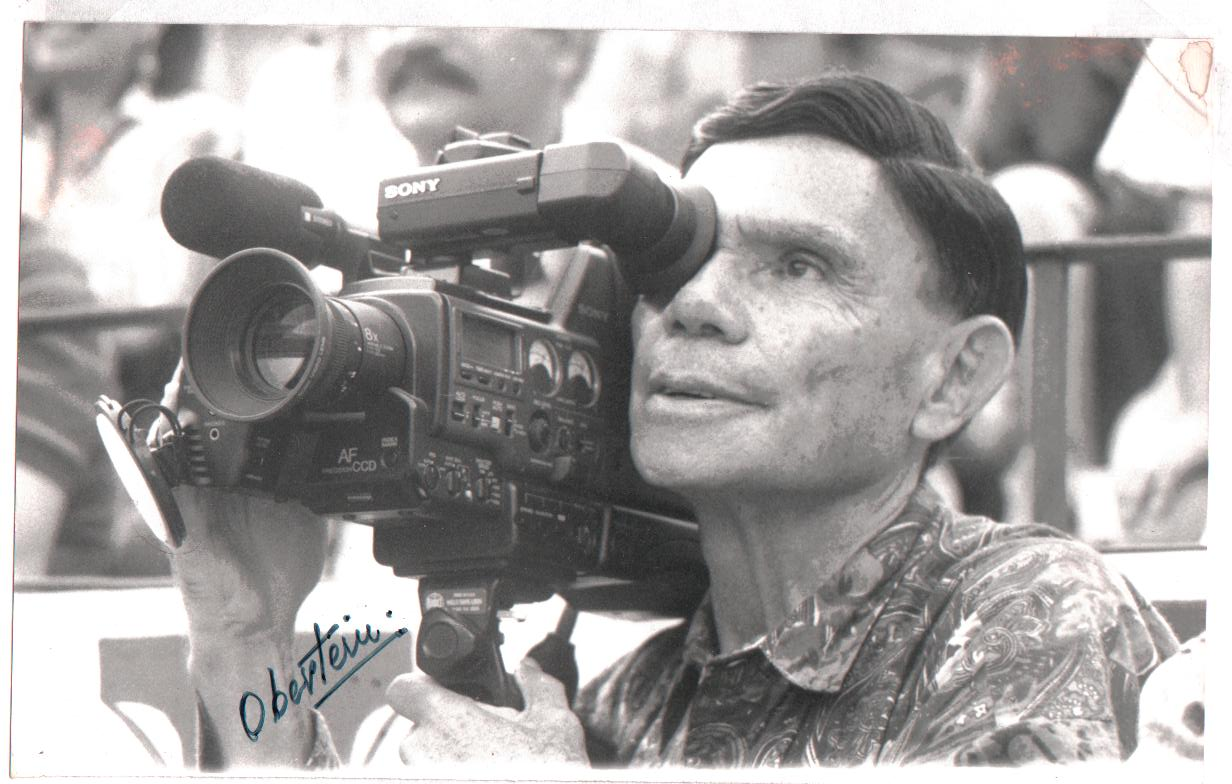
Carmelo Torres cameraman, photo César Obertein colesion do Cat Fletcher.

## Família
Seu irmão foi o compositor Teddy Fregoso eo cantor americano Nathaniel da banda de rock The Blood Arm era um sobrinho.

## Morte
Ele morreu de complicações causadas pela doença de Parkinson, causado por uma ferida antiga cerebral devido a uma tourada.